# Маріанна Любомирська
Маріанна Теофіля Любомирська гербу Дружина (1693 — 1729) — княгиня, молодша донька Юзефа Кароля Любомирського — великого маршалка коронного, сандомирського старости — та його дружини Теофілії Людвіки Заславської (вдови по Дмитрові Юрієві (Єжи) Вишневецькому), дружина Павла Карла Санґушка, мати Януша Олександра Санґушка. Молодша сестра Олександра Домініка Любомирського.